# Gerbosniac (Zuri)
Gerbosniac, Erbosgnach o Garbosgnach  (in croato: Hrbošnjak) è un isolotto della Croazia, situato a est di Zuri e a sud-ovest di Sebenico, fa parte dell'arcipelago omonimo. Amministrativamente appartiene al comune di Sebenico, nella regione di Sebenico e Tenin.

## Geografia

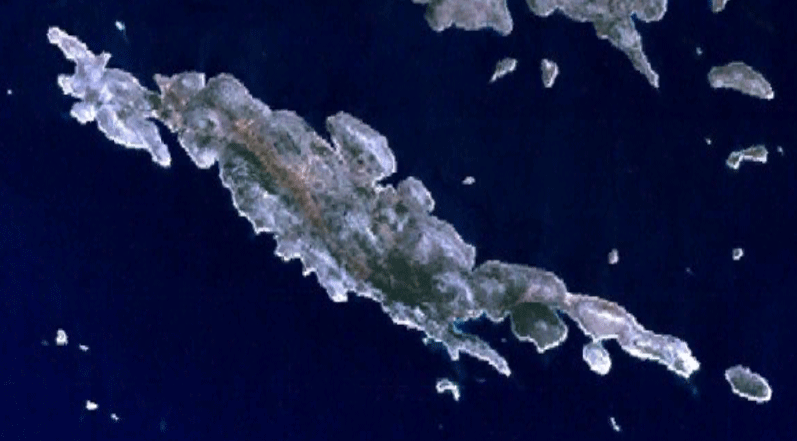
Zuri vista dal satellite. Gerbosniac è sul lato destro, il secondo dal basso.

Gerbosniac si trova nella parte sud-orientale del canale di Zuri (Žirjanski kanal), 1 M circa a nord di punta Rassoghe o Rassoche (rt Rashoe), la punta sud-orientale di Zuri. L'isolotto ha una superficie di 0,019 km², uno sviluppo costiero di 0,52 km e un'altezza di 17 m. A sud-ovest ha un piccolo faro di segnalazione.

### Isole adiacenti
- Isolotto delle Lucertole[9], Gusteranche[6][12] o scoglio Gusteraski[7] (Gušteranski); piccolo isolotto 1 M a ovest, a circa 630 m dalla costa[2] nord-orientale di Zuri (di fronte a val Prisliga[9]); ha una superficie di 0,024 km²[1], uno sviluppo costiero di 0,59 km[1] e un'altezza di 22 m[2] 43°38′46″N 15°42′48″E.
- Rauna Grande (Ravan), 1,3 km[2] a nord.
- Masirina (Mažirina), 1,7 km[2] a sud.

### Cartografia
- (HR) Mappa topografica della Croazia 1:25000, su preglednik.arkod.hr. URL consultato il 27 ottobre 2017.
- G. Giani, Carta prospettiva delle Comuni censuarie della Dalmazia, foglio 6, 1839. Fondo Miscellanea cartografica catastale, Archivio di Stato di Trieste.
- Carta di cabottaggio del mare Adriatico, foglio VII, Milano, Istituto geografico militare, 1822-1824. URL consultato il 27 ottobre 2017 (archiviato dall'url originale il 13 aprile 2013).